# Anzina
Anzina — рід лишайників. Назва вперше опублікована 1982 року.

## Класифікація
До роду Anzina відносять 1 вид:
- Anzina carneonivea